# 任见
任见，中国作家，另名后山，1980年代开始写作，《文艺报》等报刊曾对其创作思想进行讨论，《青年作家》、《河南日报》等曾开辟专栏对其创作倾向进行“争鸣”，1986年读完研究生（中外文化比较研究）后创作有所转型，由虚构文学转为历史文学，先后在陕西旅游、四川文艺、中州古籍、河南人民、北京九州、河南文艺、广东花城、河南美术等出版社出版过著作，在美国《侨报》等处开设过文化专栏。

## 主要著作

### 长篇小说
《盘龙世界》、《冲动年华》、《新梦》、《刘禹锡传》、《白居易传》、《深情汉光武帝》、《多面魏武大帝》。

### 文化著作
《洛阳往事》、《酒后说梦》、《见识洛阳》、《域外通信选》、《生存》、《洛阳述要》、《后山史话》（三卷）、《京居闲言》。

### 短篇作品
《云雨之易》（短篇小说选）、《大唐情人》（中篇小说选）、《疾风劲草》（报告文学选）、《流年写意》（散文特写选）、《闲山静水》（散文游记选）、《情景在望》（序跋评论选）。

### 历史演义
《夏商周演义》（三卷）、《司马混战演义》、《拓跋回旋曲》、《东周烟云》（二卷）、《大隋演义》、《大唐演义》、《帝都传奇》（九卷）、《古代的阳光》（六卷）、《周公营洛》、《神宫万象》、《盛衰曹魏》、《秦晋恩仇》、《貂蝉外传》。

### 论著选集
《拟天而构》、《华夏姓氏源流考记》（三卷）、《笔墨意象》（二卷）。

### 影视剧本
《风满峪里》、《精品短剧》（选集，中央台6套）。

## 资料来源
- 《新梦》附录《任见近年作品年表》：河南人民出版社1994年版；
- 《洛阳往事》注释及封三勒口介绍：广东花城出版社2012年版；
- 《知音》：2013年1月下半月版；《帝都传奇》河南出版社2014年版；
- 《传奇作家任见》：《牡丹》2013年2月号《实力派作家》专栏；
- 《深具认识价值的巨著》：同上。